# 新富路
新富路（Sinfu Rd.）為高雄市鳳山區的道路，大致呈弧狀。前端於前鎮區武慶二路口銜接二聖路，末端於國泰路二段銜接青年路一段。本路線因從前鎮區連結至鳳山市區，故為兩區之間往來的主要道路之一。

## 行經行政區域
- 鳳山區
- 前鎮區

## 沿線設施
- 全家便利商店鳳山新強店（新富路210號）
- 高雄市鳳山區新甲國小 （页面存档备份，存于）（新富路255號）
- 星巴克鳳山新富門市
- 鳳新高中（新富路257號）
- 南門長老教會（新富路334號）
- 全家便利商店鳳山新富店（新富路398號）
- 佳龍藥局新富店（新富路373號）
- 高雄市政府警察局鳳山分局新甲派出所（新富路383號）
- 新富郵局（新富路391號）
- 小北百貨新富店（新富路430號）
- 高雄市鳳山區忠孝國民小學 （页面存档备份，存于）（新富路630號）

## 公車資訊
- 高雄客運
  - 87 誠義里－中崙－鳳山－建軍站
  - 橘12 鳳青幹線 中崙－捷運鳳山西站－長庚醫院－鳥松區公所
- 統聯客運（市區公車）
  - 11 瑞豐站－鹽埕埔
  - 25 瑞豐站－歷史博物館

## 公共自行車
- 高雄市公共自行車租賃系統：
  - 五甲社區公園：新富路/國富路口西北側
  - 五甲社區活動中心：新富路590巷/新富路東側
  - 南京新富路口：南京路與新富路口(北側)
  - 國立鳳新高中(新富路)：新富路/新富路366巷西北側
  - 新甲國小：新富路/新富路228巷口東南側